# پانویلا
پانویلا (به لاتین: Panwila) یک منطقهٔ مسکونی در سری‌لانکا است که در استان مرکزی (سری‌لانکا) واقع شده‌است.